# Marian Plebankiewicz
Marian Wacław Plebankiewicz (ur. 20 lipca 1935 w Gorysławicach) – polski chemik, poseł na Sejm PRL V kadencji.

## Życiorys
Syn Wacława i Teofili. Uzyskał wykształcenie wyższe w stopniu inżyniera chemika. W 1961 wstąpił do Polskiej Zjednoczonej Partii Robotniczej, w jej strukturach pełnił funkcje był I sekretarza Komitetu Zakładowego w Kopalni i Zakładach Przetwórczych Siarki w Tarnobrzegu (1967–1973), a także członka (1969–1973) i członka egzekutywy Komitetu Powiatowego w Tarnobrzegu. W 1973 został ukarany przez Wojewódzką Komisję Kontroli Partyjnej w Rzeszowie, naganą z ostrzeżeniem z równoczesnym pozbawieniem prawa do zajmowania funkcji partyjnych z wyboru na 3 lata.
W 1969 uzyskał mandat posła na Sejm PRL w okręgu Tarnobrzeg, zasiadał w Komisji Przemysłu Ciężkiego, Chemicznego i Górnictwa. Odznaczony Srebrnym Krzyżem Zasługi oraz Złotą Odznaką Związków Zawodowych Chemików.